# Danilo Vladisavljević
Danilo Vladisavljević (en serbe cyrillique : Данило Владисављевић ; né le 16 avril 1871 à Donji Milanovac - mort le 5 janvier 1923 à Belgrade) était un architecte serbe.

## Réalisations
Parmi ses réalisations les plus connues figure l'immeuble de la Banque d'épargne de Vračar, construit en 1906 et aujourd'hui classé ; la coopérative des officiers qui se trouve 4 rue Masarikova a été construite en 1908 en collaboration avec Svetozar Јovanović et Vladimir Popović, dans le style de l'Art nouveau ; le bâtiment est inscrit sur la liste des monuments culturels de grande importance de la république de Serbie et sur la liste des biens culturels de la ville de Belgrade. Danilo Vladisavljević est également l'architecte de l'hôpital militaire de Vračar.
Le bâtiment de l'Académie serbe des sciences et des arts, situé dans la rue Knez Mihailova a été construit en collaboration avec l'architecte Andra Stevanović ; l'édifice se caractérise par son style éclectique qui mêle l'académisme néoclassique, le néobaroque et l'art nouveau ; en raison de sa valeur, l'Académie figure sur la liste des monuments culturels protégés de la république de Serbie et sur la liste des biens culturels protégés de la ville de Belgrade et sur la liste des biens culturels protégés de la ville de Belgrade. En 1912, il construit le bâtiment de la Banque commerciale de Belgrade.

Réalisations classées parmi les monuments culturel.
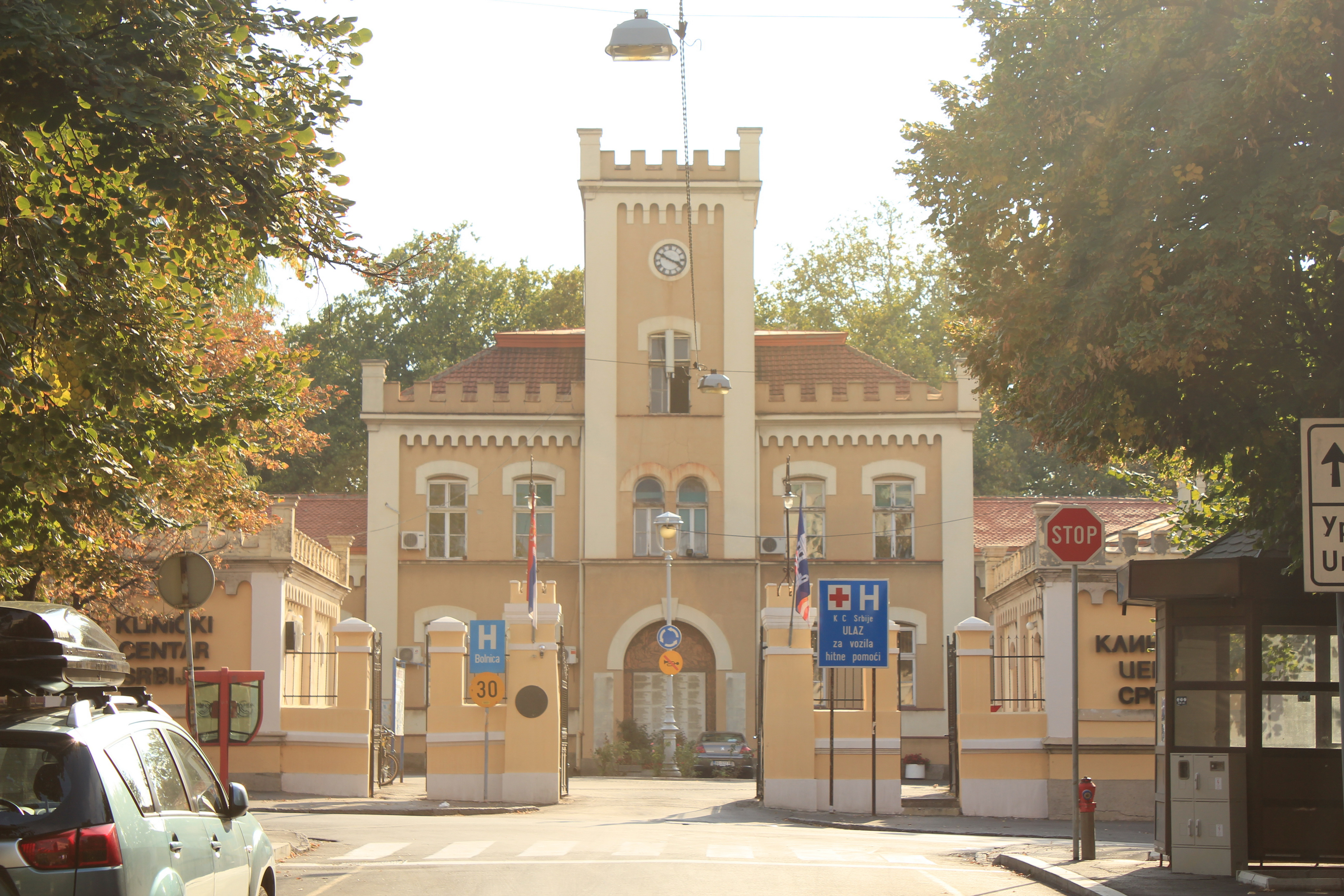
L'hôpital militaire de Vračar à Belgrade, 1904-1909.
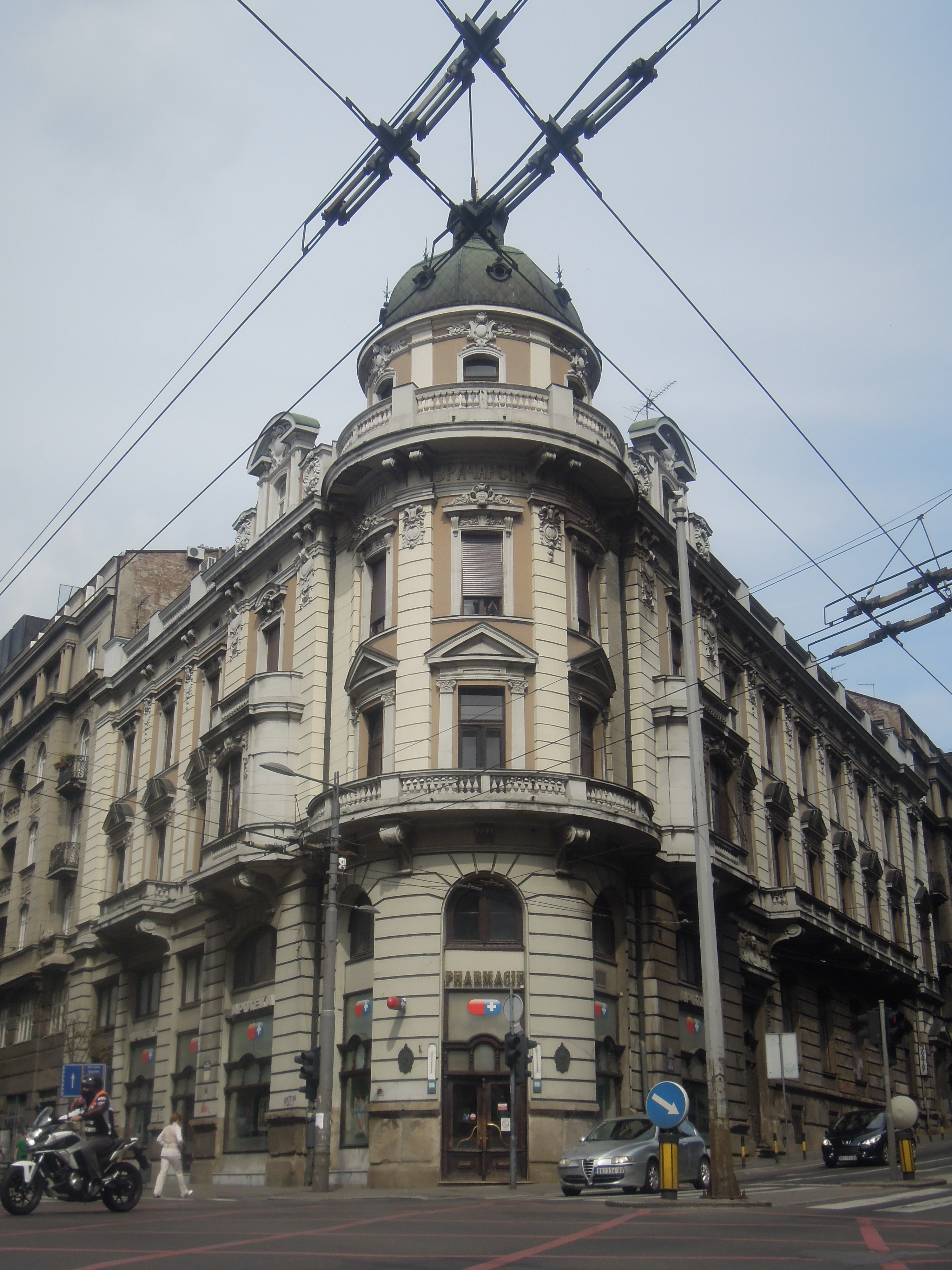
L'immeuble de la Banque d'épargne de Vračar à Belgrade, 1906.
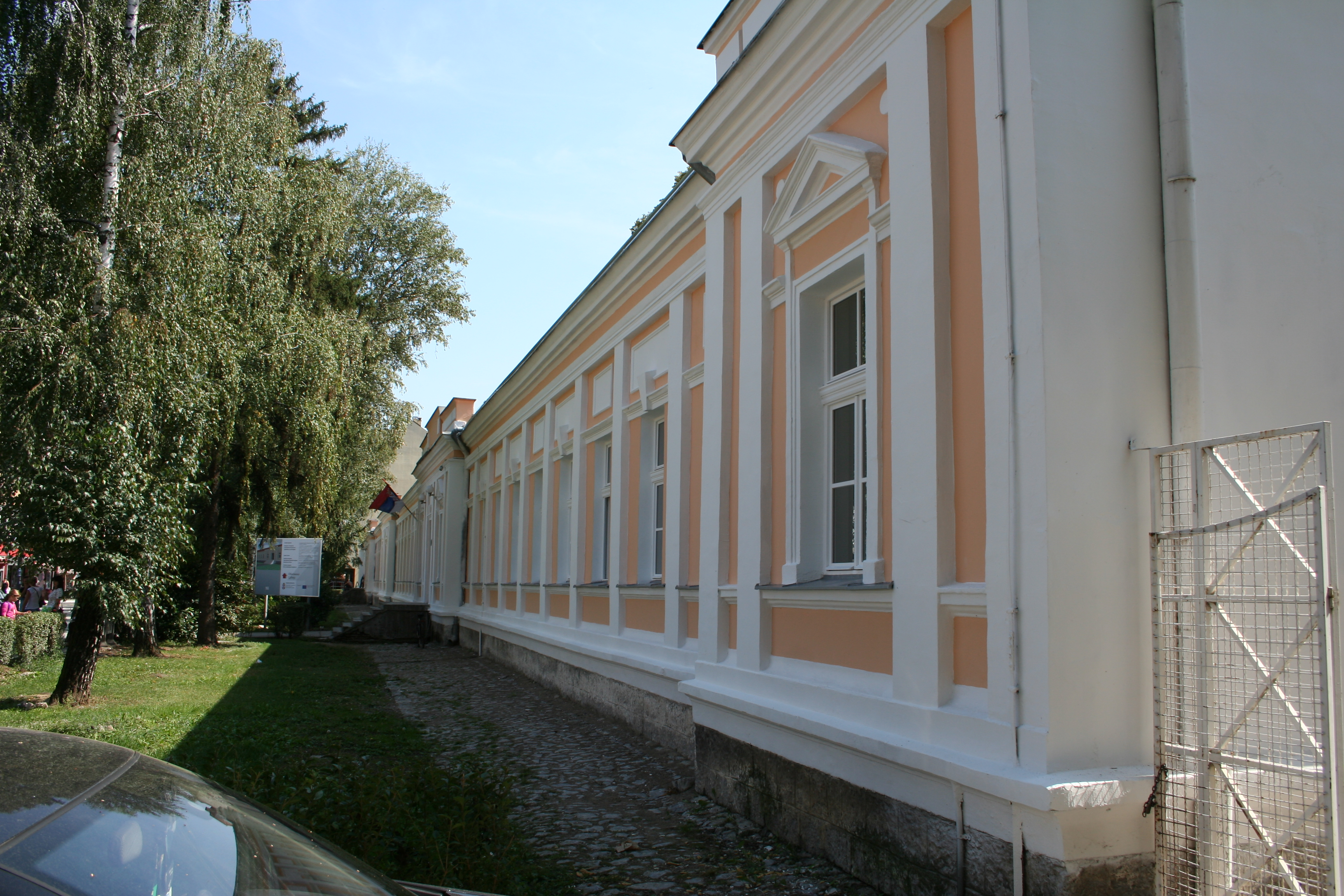
Pavillon de l'ancienne caserne d'artillerie à Valjevo, 1906.
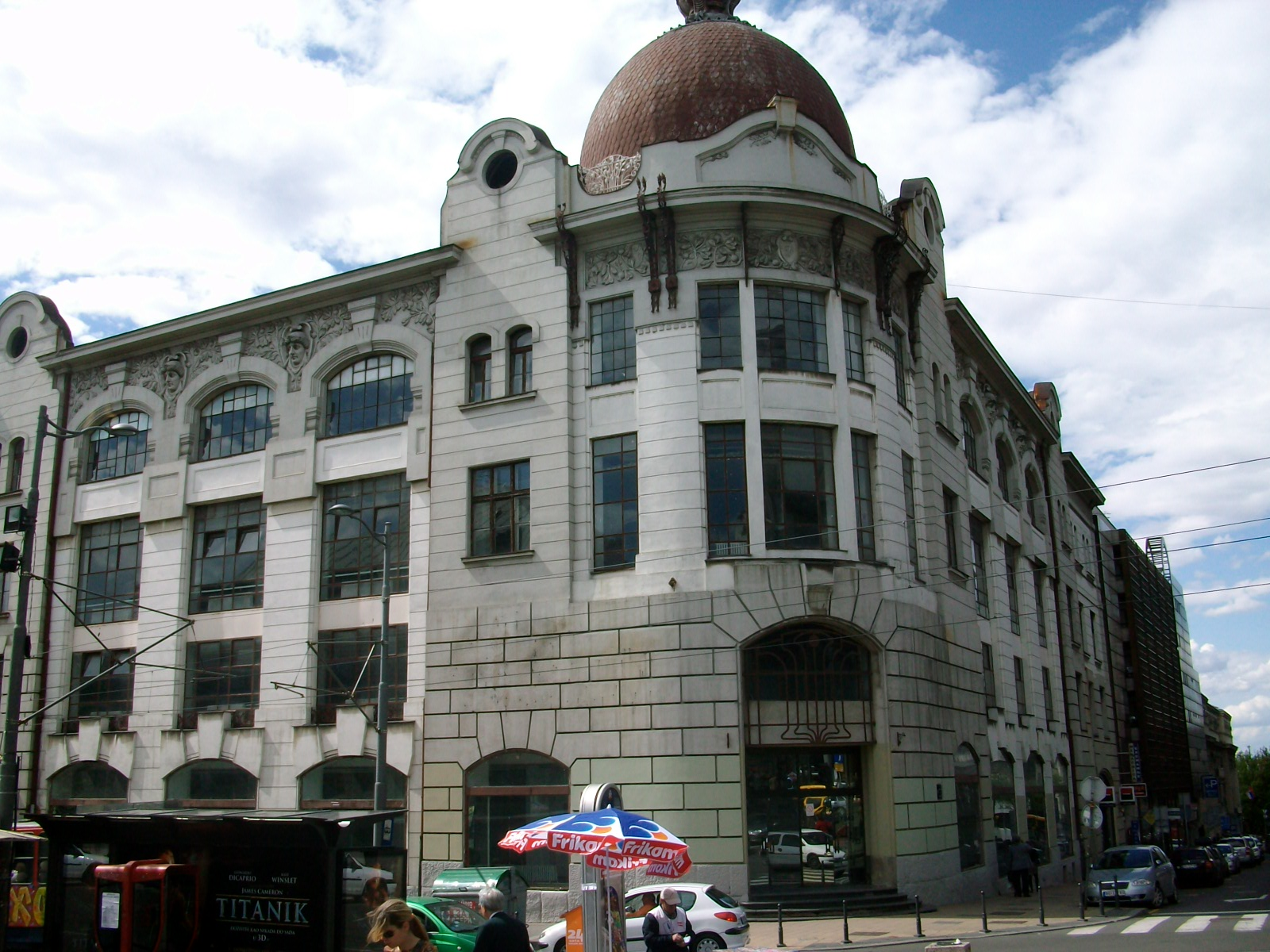
La coopérative des officiers à Belgrade, 1908.
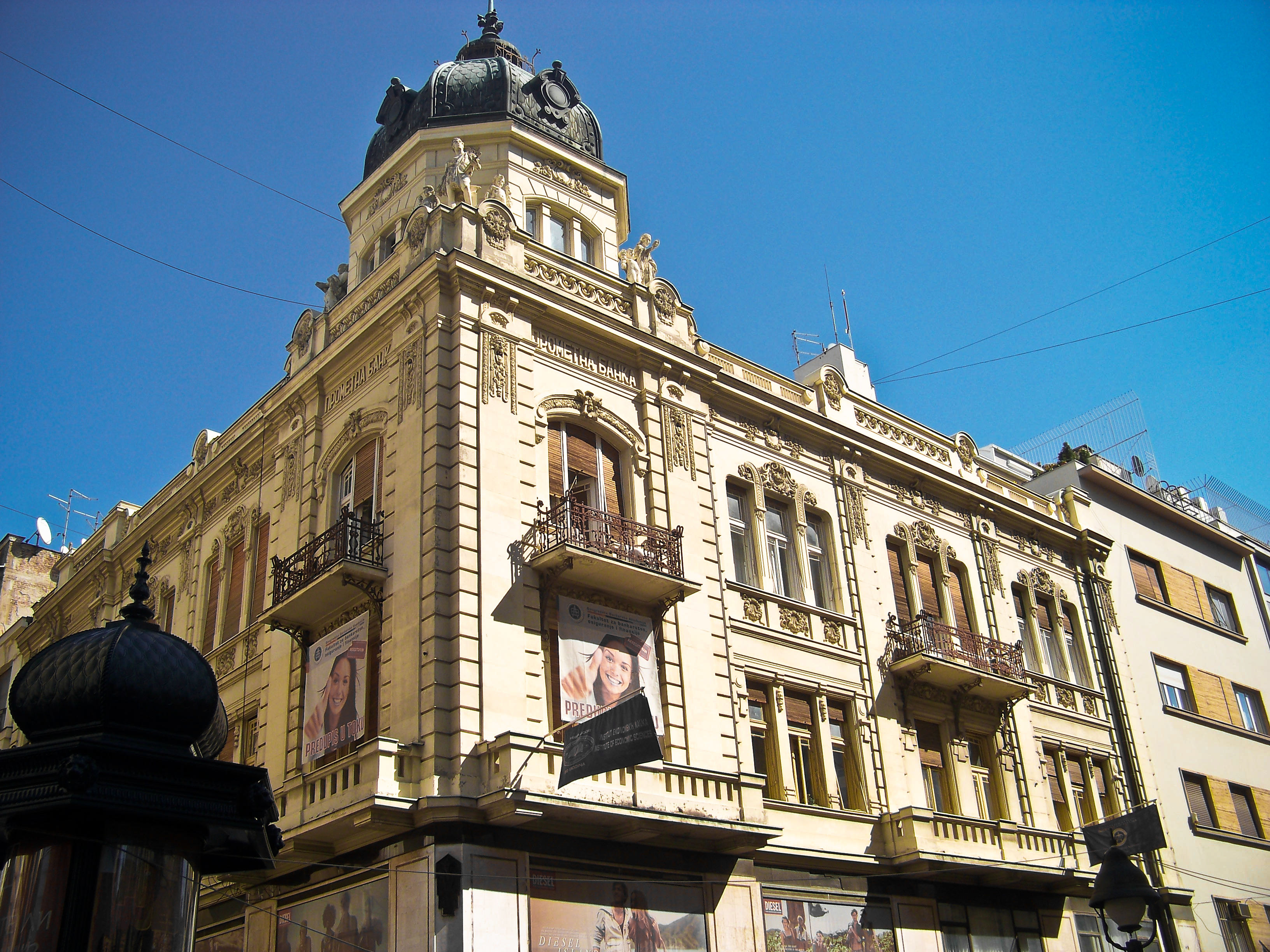
Le bâtiment de la Banque commerciale à Belgrade, 1912.